# Taraxacum erectiusculilobatum
Taraxacum erectiusculilobatum — вид квіткових рослин з родини айстрових (Asteraceae). Вид зростає в Європі: Фінляндія, Польща; це багаторічна рослина помірних біомів.